# Agrosoma placetis
Agrosoma placetis är en insektsart som beskrevs av Medler 1960. Agrosoma placetis ingår i släktet Agrosoma och familjen dvärgstritar. Inga underarter finns listade i Catalogue of Life.

## Bildgalleri

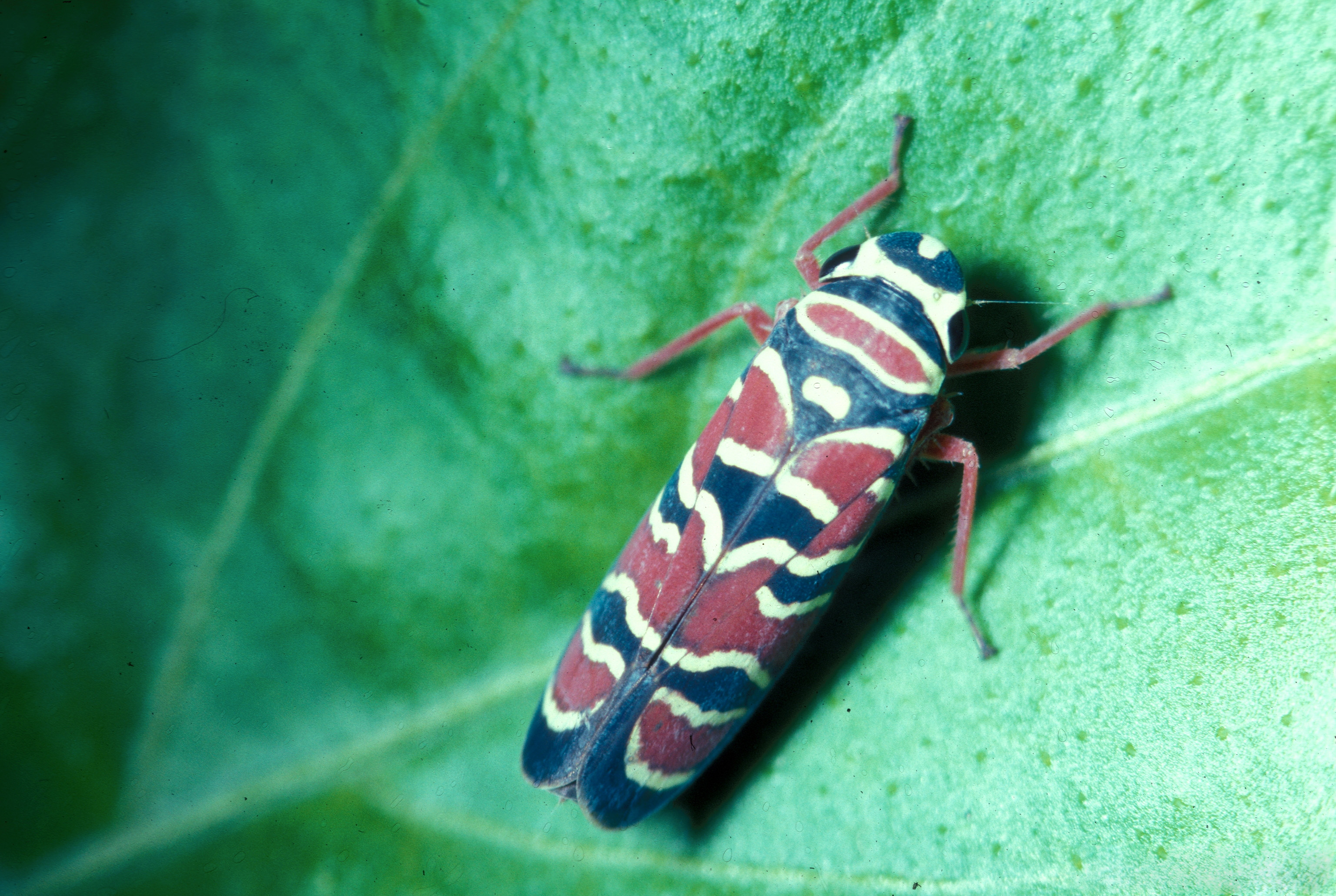